# Suttsu Tetsudō
| Streckenlänge: | 16,5 km           |                        |           |
| Spurweite: | 1067 mm (Kapspur) |                        |           |
| Maximale Neigung: | 20 ‰              |                        |           |
| Minimaler Radius: | 200 m             |                        |           |
| Zweigleisigkeit: | nein              |                        |           |
| |                   |                        |           |
| \| \| 0,0 \| Kuromatsunai (黒松内) \| 1903– \| \| \| \| ←↑ Hakodate-Hauptlinie \| 1903– \| \| \| 3,9 \| Nakanogawa (中の川) \| 1920–1968 \| \| \| 9,9 \| Yubetsu (湯別) \| 1920–1968 \| \| \| 13,3 \| Tarukishi (樽岸) \| 1920–1968 \| \| \| 16,5 \| Suttsu (寿都) \| 1920–1968 \| |                   |                        |           |
| Bahnhof | 0,0               | Kuromatsunai (黒松内)  | 1903–     |
| Strecke quer · Abzweig ehemals geradeaus und nach rechts |                   | ←↑ Hakodate-Hauptlinie | 1903–     |
| Haltepunkt / Haltestelle (Strecke außer Betrieb) | 3,9               | Nakanogawa (中の川)    | 1920–1968 |
| Haltepunkt / Haltestelle (Strecke außer Betrieb) | 9,9               | Yubetsu (湯別)         | 1920–1968 |
| Haltepunkt / Haltestelle (Strecke außer Betrieb) | 13,3              | Tarukishi (樽岸)       | 1920–1968 |
| Kopfbahnhof Streckenende (Strecke außer Betrieb) | 16,5              | Suttsu (寿都)          | 1920–1968 |

Die Suttsu Tetsudō (jap. 寿都鉄道) war die Eisenbahnstrecke der gleichnamigen japanischen Bahngesellschaft. Sie lag im Südwesten der Insel Hokkaidō und war von 1920 bis 1968 in Betrieb.

## Beschreibung
Die Bahnlinie der Suttsu Tetsudō war kapspurig, eingleisig und nicht elektrifiziert. Sie zweigte im Bahnhof Kuromatsunai von der Hakodate-Hauptlinie ab und führte nordwärts zur Suttsu-Bucht an der Küste des Japanischen Meeres. Nach einer Entfernung von 16,5 km endete sie im Bahnhof Suttsu.

## Geschichte
Suttsu war ein bedeutendes Zentrum der Heringfischerei und ab 1918 durch einen Pferdeomnibus mit dem weiter landeinwärts gelegenen Kuromatsunai verbunden. Bald darauf bestand der Wunsch, den unzureichenden Pferdeomnibus durch eine Bahnstrecke zu ersetzen, um auch Heringe und Erze transportieren zu können. Da es nicht möglich war, kurzfristig einen Beschluss des Parlaments für den Bau einer staatlichen Bahnstrecke zu erhalten, gründeten lokale Unternehmer am 20. August 1918 eine Privatbahngesellschaft mit einem Kapital von 500.000 Yen. Der Streckenbau begann im Juli 1919. Aufgrund der Auswirkungen des Ersten Weltkriegs war das Baumaterial erheblich teurer geworden und die Kosten stiegen auf fast 900.000 Yen an. Der Fehlbetrag musste mit Krediten ausgeglichen werden. Die Eröffnung war am 24. Oktober 1920.
Der Kredit war nach 13 Jahren abbezahlt. Nach dem Ende des Pazifikkriegs verschlechterte sich die finanzielle Situation des Unternehmens, als Preise und Lohnkosten inflationsbedingt markant anstiegen, die Frachttarife aber wegen fehlender Genehmigung der Preiskontrollbehörde längere Zeit nicht angepasst werden konnten. 1952 beschaffte die Suttsu Tetsudō als Kostensenkungsmaßnahme Diesellokomotiven, die im Betrieb deutlich wirtschaftlicher waren. Die Schließung von Bergwerken, der Niedergang der Heringfischerei, zunehmender LKW-Verkehr und konkurrierende Buslinien machten dem Unternehmen jedoch immer mehr zu schaffen. In den 1950er Jahren plante die Japanische Staatsbahn eine der Küste entlang führende Alternativroute zur Hakodate-Hauptlinie, die Teile der Suttsu-Linie und die Iwanai-Linie miteinbezogen hätte. Aufgrund der flacheren Neigung wäre diese Neubaustrecke vor allem für den Güterverkehr vorteilhaft gewesen. Letztlich wurde dieses Projekt nicht verwirklicht.
Das Unternehmen versuchte mit Taxis, Bussen und Kiesabbau zu diversifizieren. Starke Regenfälle und schwere Überschwemmungen unterspülten im Sommer 1968 das Gleisbett an mehreren Stellen, sodass der Betrieb am 14. August eingestellt werden musste. Daraufhin richtete das Unternehmen Hokkaidō Chūō Bus einen Schienenersatzverkehr ein. Die offizielle Stilllegung der Bahnstrecke und die definitive Umwandlung in eine Buslinie erfolgte am 11. Mai 1972. Schließlich beschloss die Hauptversammlung der Suttsu Tetsudō am 20. Juli 1987 ihre Selbstauflösung.

## Liste der Bahnhöfe
| Name                  | km   | Anschlusslinien     | Lage   | Ort          |
| --------------------- | ---- | ------------------- | ------ | ------------ |
| Kuromatsunai (黒松内) | 00,0 | Hakodate-Hauptlinie | Koord. | Kuromatsunai |
| Nakanogawa (中の川)   | 03,9 |                     | Koord. | Kuromatsunai |
| Yubetsu (湯別)        | 09,9 |                     | Koord. | Suttsu       |
| Tarukishi (樽岸)      | 13,3 |                     | Koord. | Suttsu       |
| Suttsu (寿都)         | 16,5 |                     | Koord. | Suttsu       |